# Утіно Масао
Масао Утіно (яп. 内野正雄, нар. 21 квітня 1934) — японський футболіст, що грав на позиції нападника. По завершенні ігрової кар'єри — футбольний тренер.
Виступав, зокрема, за клуб «Фурукава Електрік», а також національну збірну Японії.

## Клубна кар'єра
У дорослому футболі дебютував 1957 року виступами за команду клубу «Фурукава Електрік», кольори якої і захищав протягом усієї своєї кар'єри гравця, що тривала тринадцять років.

## Виступи за збірну
У 1955 році дебютував в офіційних матчах у складі національної збірної Японії. Протягом кар'єри у національній команді, яка тривала 8 років, провів у формі головної команди країни лише 18 матчів, забивши 3 голи.

## Кар'єра тренера
Розпочав тренерську кар'єру, ще продовжуючи грати на полі, 1966 року, очоливши тренерський штаб клубу «Фурукава Електрік».
Останнім місцем тренерської роботи був також клуб «Фурукава Електрік», команду якого Масао Утіно очолював як головний тренер також з кінця 1970-х до 1983 року.

## Статистика
Статистика виступів у національній збірній.
| Збірна Японії | Збірна Японії | Збірна Японії |
| Роки          | Ігри          | голи          |
| ------------- | ------------- | ------------- |
| 1955          | 4             | 1             |
| 1956          | 3             | 1             |
| 1957          | 0             | 0             |
| 1958          | 1             | 0             |
| 1959          | 4             | 1             |
| 1960          | 1             | 0             |
| 1961          | 2             | 0             |
| 1962          | 3             | 0             |
| Усього        | 18            | 3             |